# Короткокошик галечниковий
Короткокошик галечниковий (Brachythecium glareosum) — вид мохів порядку гіпнобрієвих (Hypnales).

## Поширення
Ареал охоплює такі частини світу: Європа, Північна Америка, Азія.
Мох росте в багатих вапном і основами, зазвичай багатих гумусом, сухих, сонячних або частково затінених місцях, особливо на бідних луках і кам'янистих галявинах, на скелях і стінах, узбіччях доріг, у рідколіссях і чагарниках.

## Характеристика

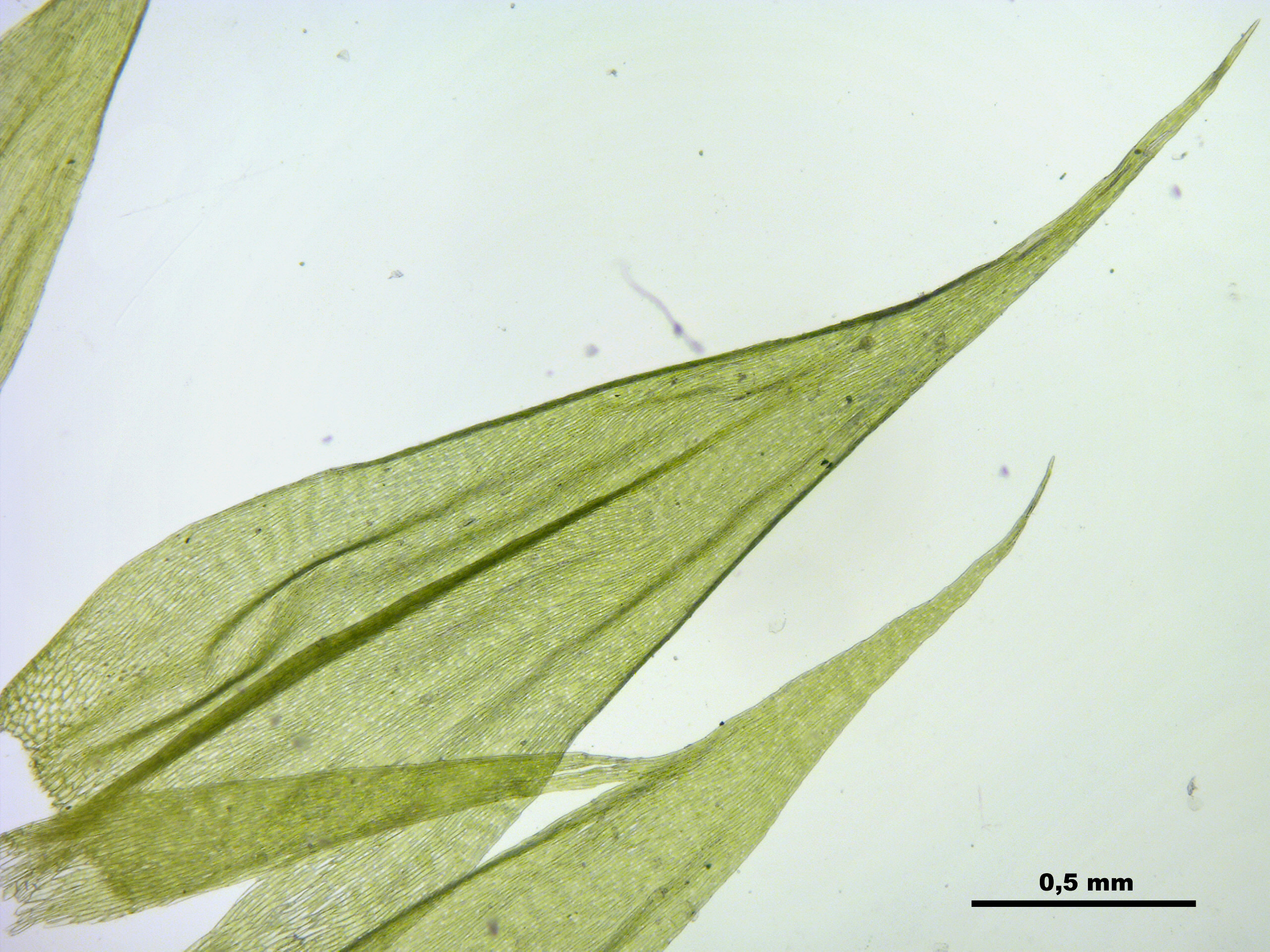

Це сильні, лежачі, неправильної форми, перисто-розгалужені рослини, заввишки до десяти сантиметрів, утворюють блідо-зелені чи жовто-зелені до зелених (у тінистих місцях), м'які, нещільні та легко гнилі газони. Повзучі стебла більш-менш вкриті ризоїдами. Стеблові листки 3–4 мм завдовжки, сильно поздовжньо зморшкуваті, трикутно-ланцетні і швидко звужуються в довгу, ниткоподібну, часто закручену верхівку, часто займаючи майже половину довжини листа. Краї листків плоскі чи частково вузько загорнуті, весь край до кінчика дрібнозубчастий. Листкова жилка тягнеться до середини листка. Вид дводомний. Плодоносить вид рідко. Коробочкові ніжки гладкі, 1.5–3 см завдовжки. Коробочка від яйцюватої до еліптичної форми, кришка конічна. Спори дрібно-горбочкові, 14–20 мкм.